# Gilles Andriamahazo
Gilles Andriamahazo (* 5. Mai 1919 in Fort-Dauphin; † 13. September 1989 in Antananarivo) war ein madagassischer General. 1975 war er für wenige Monate Staatspräsident (Chairman of the National Military Leadership Committee).
Andriamahazo war als Unteroffizier sowohl im Zweiten Weltkrieg als auch im Algerienkrieg beteiligt. 1972 wurde er Militärgouverneur der madagassischen Hauptstadt Antananarivo. In der Nachfolge des zuvor ermordeten Richard Ratsimandrava übernahm er am 12. Februar 1975 die Rolle des Staatspräsidenten; am 15. Juni des Jahres wurde er von Didier Ratsiraka abgelöst. Bis 1976 saß er der Militärkommission des Landes vor.